# Sümeyra Kaya

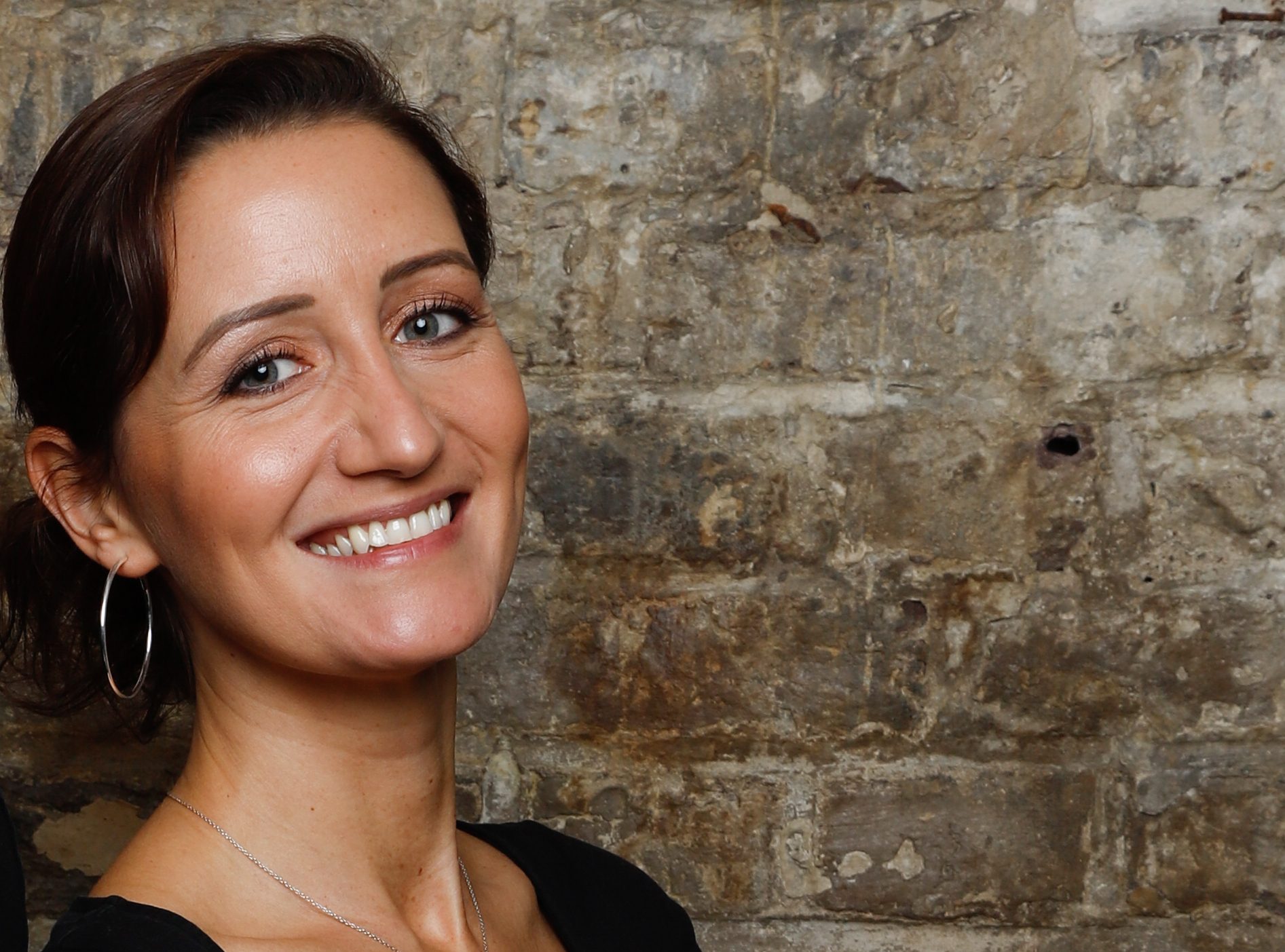
Sümeyra Kaya (2021)

Sümeyra Kaya (* 1983 in Duisburg) ist eine deutsche Hörfunk- und Fernsehmoderatorin.

## Leben
Sümeyra Kaya lebt in Köln und ist die Tochter eines türkischen Einwanderers und einer deutschen Mutter. Sie hat eine jüngere Schwester. Seit 2008 moderiert sie im WDR-Hörfunk. Seit 2021 ist sie Moderatorin der Lokalzeit aus Köln im WDR Fernsehen.

## Karriere
2002 begann sie das Studium der Neueren Geschichtswissenschaften und Germanistik an der Universität Duisburg-Essen. 2014 erlangte sie die Doktorwürde (summa cum laude) mit ihrer Dissertation „Entscheidung für Europa. Historische Grundlagen der türkischen Europapolitik“. Ihr Doktorvater ist Wilfried Loth. Die Historikerin Sabine Mangold-Will lobte die Zusammenfassung der Europabilder seitens türkischer Akteure und bemängelt im Gegenzug Simplifizierungen wie eine ausgebliebene Einordnung der Europadiskurse in ihrer Zeit. Bereits während ihrer Schulzeit verfasste sie Artikel für den Lokalteil Duisburg-Nord der Westdeutschen Allgemeinen Zeitung. Während des Studiums bestritt sie ihre selbst konzipierte Sendung beim Campus Radio DuE, „Der Global Music Player“. 2008 startete sie im Wochenendprogramm der türkischen Redaktion von Funkhaus Europa – Köln Radyosu – und moderierte dort die deutsch-türkische Jugendsendung Çılgın im Wechsel mit Cenk Başoğlu.
2014 übernahm sie kurzzeitig eine Schwangerschaftsvertretung in der Redaktion von 1LIVE. Seit 2015 führt sie beim WDR-Kultursender COSMO durch die Mittagszeit („Cosmo mit Sümeyra Kaya“). 2020 ging ihr Philosophie-Podcast „A la Descartes“ online, den sie gemeinsam mit Can Tamay moderiert. Außerdem führt sie durch den Podcast „Babylon Dortmund“ der Dortmunder Stadtwerke (DSW21), in dem sie interessante Figuren aus dem Bereich interkulturelles Engagement interviewt. Im Juli 2021 startete sie als neue Fernsehmoderatorin der Lokalzeit aus Köln. Immer wieder moderiert Sümeyra Kaya Veranstaltungen zum Thema Rassismus und Interkulturalität.

## Publikationen
- Entscheidung für Europa. Historische Grundlagen der türkischen Europapolitik. Klartext Verlag, Essen 2014, ISBN 978-3-8375-1107-9.
- Entscheidung für Europa. Die Anfänge der türkischen Europapolitik. Klartext Verlag, 2014, ISBN 3-837-51107-3.
- Der türkische Gesellschaftsdiskurs der 50er Jahre vor dem Hintergrund des staatlichen Europäisierungsprozesses. In: Teilungen überwinden, De Gruyter, Oldenbourg 2014, ISBN 978-3-4867-1574-3.[7]

## Ehrenamt
Sümeyra Kaya ist Gründungsmitglied und aktive Unterstützerin der Bildungsinitiative Tausche Bildung für Wohnen e. V.

## Stipendien
- Doktorandenstipendium der Studienstiftung des deutschen Volkes (2008–2011)

## Auszeichnungen
- Deutscher Radiopreis 2021 − Beste:r Moderator:in[8]
- Beste Magisterarbeit des Sommersemesters 2007 der Universität Duisburg-Essen (Titel: „Ideologische Verbundenheit oder zweckgebundene Partnerschaft? – Das Osmanische Reich im 19. Jahrhundert und sein Verhältnis zum Deutschen Kaiserreich“)